# Descubrimiento de la Virgen del Puig
Descubrimiento de la Virgen del Puig o La leyenda de la campana, es un lienzo de Francisco de Zurbarán, que consta con la referencia n º.18 en el catálogo razonado realizado por Odile Delenda, especializada en este artista.

## Introducción
El presente lienzo formaba parte de un conjunto que Zurbarán realizó para el claustro de los bojes del convento de la Merced, en Sevilla, sobre el tema de la vida de san Pedro Nolasco. Algunas de estas obras representan hechos históricos o leyendas supuestamente reales, pero sus figuras llevan vestimentas de la época de Felipe III, ya que el pintor no aspiraba al rigor histórico, sino que se pretendía animar a los frailes de dicho convento a imitar las virtudes que se les presentaban.

## Tema de la obra
Según una leyenda, estando en 1237 las tropas de Jaime I asentadas en El Puig —un monte cerca de Valencia— Pedro Nolasco vio unas luces señalando un lugar. Excavando este sitio, se encontró una gran campana, dentro de la cual había una imagen de la Virgen María. Este hecho —considerado milagroso— propició la victoria cristiana en la batalla del Puig.
En este lienzo, Zurbarán subraya la vinculación de la orden de la Merced con la corona de Aragón, su papel en la conquista de Valencia, y su especial devoción a María. No se conocen precedentes iconográficos de este tema. Un grabado —actualmente perdido— sobre la vida de Pedro Nolasco pudo haber inspirado tanto el presente lienzo, como La rendición de Sevilla —del mismo ciclo pictórico— como el lienzo San Fernando entregando una imagen de la Virgen de la Merced —atribuido a Juan Luis Zambrano— en la catedral de Sevilla.

## Análisis de la obra

### Datos técnicos y registrales
- Cincinnati, Museo de Arte de Cincinnati. n º. de catálogo 1917.58;
- Pintura al óleo sobre lienzo; Dimensiones: 164 x 208 cm (165.3 x 208.8 cm, según el Museo);[5]
- Fecha de realización: 1630;
- Firmado FRANco ĐZVRB[AN] FATI 1630;
- Consta con el n º.18 en el catálogo de Odile Delenda.[6]

### Descripción de la obra
Zurbarán realiza una notable galería de retratos, repartidos en dos grupos, iluminados por una luz crepuscular. Jaime I lleva una pequeña lechuguilla alrededor del cuello, y porta un bastón de mando en su mano derecha. Lleva una armadura azulada, y calzón que deja descubiertas las piernas, con calzas de color pajizo, sujetadas con ligas. A la izquierda, un grupo de caballeros, vestidos de colores bermellón, verde, rosado y amarillo. Delante de ellos, el personaje que ha extraído la campana. muestra arrodillado la imagen de la Virgen —sobre una piedra rectangular— a Pedro Nolasco y a Jaime I. Entre estos dos personajes asoma el hermoso retrato de un mancebo que —por la edad que aparenta — podría ser Juan de Zurbarán, hijo del pintor. Pedro Nolasco aparece con un amplio manto de gruesos pliegues, de un blanco marfileño deslumbrante, y con las manos juntas en oración- En el fondo se ve la silueta del monasterio de Santa María del Puig, como aparecía en la fecha en que se pintó el cuadro.

## Procedencia
1. Sevilla, Convento de la Merced Calzada, claustro de los Bojes;
2. París, Galerie Espagnole de Louis-Philippe, 1838-1848, n° 398 (1), n° 408 (4);
3. Londres, venta Christie’s, 20 de mayo de 1853, n° 416 comprado por William W. Pearce (65 £);
4. Londres, venta Pearce, 23 de abril de 1872, n° 500 comprado por Myers (79 £);
5. Londres, venta Charles Crews, 1-2 de julio de 1915, n° 232 comprado por Sulley & Co. (294 £);
6. Londres, colección A. J. Sulley & Co, 1915-1917.;
7. donado al Art Museum de Cincinnati por Miss Mary Hanna, Mr y Mrs Charles P. Taft y Stevenson Scott, en memoria de Charles Frederick Fowles, 1917.[8]